# 主に強迫観念を伴う強迫性障害
主に強迫観念を伴う強迫性障害（おもにきょうはくかんねんをともなうきょうはくせいしょうがい, 英語: Primarily obsessional obsessive-compulsive disorder）は、あまり一般的ではない類型の強迫性障害（OCD）。
純粋強迫性障害（英語: Primarily Obsessional OCD）とも呼ばれる。

## 解説
この種の強迫性障害を有している人たちは様々な種類の強迫観念を持っており、通常の強迫性障害の人が持つとされる、物を確認する、あるいは数える・手を洗うなどといった強迫行為よりも気づかれにくいことが多い。この種の強迫性障害を有している人たちは、ある種の儀式行為を行うことがある。これらの行為はほとんどが心中で思ったことに起因しており、他者に対して恐怖を与えたり、暴力的な行動を伴う可能性がある。
DSM-5 によると、強迫性障害とその関連疾患は、過度であるか、発達上適切な期間をこえて持続するという点で、発達上の規範的なこだわりや儀式とは異なる。潜在的な症状の存在と、臨床での疾患とを区別するには、個人の苦痛のレベルや機能障害の状態など、多くの要因を評価する。

## 提示
主に強迫観念を伴うOCDは、「OCDの中で最も苦痛で困難な形態の１つ」と呼ばれている。このタイプのOCDを持つ人々は、「苦痛で望ましくない考えが頻繁に頭に浮かぶ」。そしてその考えは、「通常、自分らしくないこと、自分や他人にとって致命的な可能性のあることをしてしまうのではないかという恐怖を中心としており、攻撃的または性的な性質のものである可能性が非常に高い」。
主に強迫観念を伴うOCDとは性質もタイプも異なるが、この傾向のある全ての人々にとっての中心的なテーマは、不安な侵入思考や質問、望ましくない/不適切な精神的イメージ、または極度の不安を引き起こす恐ろしい衝動の出現である。密接に根づいている宗教的信念、道徳や社会的信念に反するものである。主に強迫観念を伴うOCDに関連する恐怖は、従来のOCDを持つ人々よりも、影響を受けた個人にとって、はるかに個人的で恐ろしい傾向がある。強迫性の強迫性障害 (Pure O と呼ばれることがある) の人々の恐怖は、通常、自分や周囲の人々の人生を台無しにすると感じる自滅的なシナリオに焦点を当てる。この違いの例としては、従来のOCDを持つ人々は、安全性や清潔さを過度に心配することが挙げられる。一方、Pure O の人々は、自分のセクシュアリティが根本的に変わってしまったことを恐れるかもしれない。(例: 少児性愛者であるかもしれない、あるいは少児性愛者に変わってしまったかもしれない)。自分が殺人者になるかもしれない、あるいは愛する人、無実の人や自分自身に危害を加えるかもしれない、発狂するかもしれない、などである。
彼らはこういった恐怖はありそうもない、あるいは不可能ですらあると理解するだろう。しかし、不安に襲われると、その強迫観念が現実的で意味のあるもののように見えてくる。主に強迫観念を伴うOCDを持たない人々は、奇妙で侵入的な思考や衝動に対して、本能的に重要ではない事柄として反応するだろう。それは人間の心の正常な変化である。Pure O を持つ人々は、深い警戒心を示し、その後、その考えを無力化するか、再び起こらないようにするために、激しい努力をする。「自分にそんなことが本当にできるのか？」と、常に自問し始める。「それは本当に起こるのか？」「私は本当に私自身なのか？」などである。(自分らの恐怖が不合理であり、それがさらなる苦痛を引き起こすと知っていても、である) そして、その不要な思考から逃れたり、解決しようとしたりして、多大な努力をする。さらに、精神的な安心感を求め、最終的な答えを得ようとする悪循環にはまる。
一般的な侵入思考/強迫観念には以下のものがある:
- 責任感 ー 誰かの幸福に対して過度の懸念を持ち、特に故意あるいは不注意で誰かを傷つけた、または傷つける可能性があると信じることによる罪悪感に特徴づけられる。
- セクシュアリティ ー 自分の性的指向に対する繰り返しの疑念を含む (HOCD または同性愛OCDとも呼ばれる)。このテーマを持つ人々は、通常、実際にセクシュアリティの危機を経験している人々とは異なる症状を示す。１つの大きな違いは、HOCD患者は HOCD発症前に異性に魅力を感じていたと報告しているのに対して、同性愛者は隠れている人であろうと抑圧された人であろうと、常にそのように同性への魅力を感じることである。「私は同性愛者だろうか？」という質問は、病理学的な形を取る。このタイプの強迫観念を持つ人々は、多くの場合、相手が同性であろうと異性であろうと、健全で充実した恋愛関係を築いている (その場合、彼らの恐怖は、「私は異性愛者なのか？」ということになるだろう)。
- 小児性愛 ー  OCDの性的テーマには、自分が小児性愛者なのではないかという恐怖が含まれる。これは通常、大きな苦痛があり、自分がその小児性愛者的衝動に基づいて実際に行動してしまうのではないかという恐怖を伴う。
- 暴力 ー 自分や愛する人に危害を加えてしまうのではないかという、絶え間ない恐怖を伴う。
- 人種差別 ー 人種差別や人種に関連した、侵入思考や衝動。
- 宗教性 ー 冒涜的なテーマを中心とした、侵入思考や衝動。
- 健康 ー 一見不可能に見える手段によって、病気 (心気症とは異なる) に罹患するのではないかという、一貫した恐怖を含む (例えば、病気の人が触れたばかりの物体に触れたりすること、診察検査への不信感など)。
- 関係強迫観念 (ROCD) ー 恋愛関係にある人が、その関係の存在やその関係の中に自分がいることへの正当性を絶え間なく確認しようとすること。その強迫観念には以下のようなものがある。「これが本当の愛だと、どうやって分かる？」「彼/彼女が (自分が求めている) その人だと、どうやって分かる？」「私はその人に十分に惹かれているのだろうか？」「私はこの人に恋しているのだろうか？」「それとも、単なる性欲？」「あの人は本当に私を愛しているのだろうか？」、そして/あるいは、親密なパートナーについて自分が分かっている欠点への強迫的な関心などである。明確な答えに達することは不可能なので、確信に到着しようとする苦しみは、強烈で終わりのない不安のサイクルにつながる。パートナーは自分の大切な人が何をしているのかについて、深刻な不安を抱く。特によく見られる浮気の可能性のある場合は、特にそうである。これらの考えは (病気に) 影響を受けた個人によって引き起こされたものではなく、確かに自然発生的である。しかし、そのパートナーは相手の印象を悪くするような考え方をしている自分を非難するだろう。制御不能な罪悪感、恐怖、そして何が起こるのかについての苦痛な考えが絶えずある。
- 実存性について ー 自己、現実、宇宙、および/またはその他の哲学的テーマの、執拗で強迫的な問いを含む。

## 診断
DSM-5にそのような診断はない。あるのは、強迫性障害だけだ。強迫行為は精神的な場合もあるが、常に「祈る、数を数える、静かに言葉を繰り返す」などの反復的行動である。DSM-5には、ある質問への答えを探すことが OCDに関係しているかということの情報はない。
大替案
主に強迫観念を伴うOCDを持つ人々は、典型的に高機能に見えるかもしれないが、苦痛の原因となっている疑問に答えたり、解決しようとして、反芻することに多くの時間を費やす。Pure O を持つ人々は、かなりの罪悪感と不安を抱えていることが多い。反芻には、この苦痛を和らげるために何かを「正しい方法で」考えようとすることが含まれる。
例えば、「このステーキナイフでビルを殺したかもしれない」という侵入思考の後に、続いて、その考えの壊滅的な誤解がついてくる。それは「なぜ私はそんな考えを持ったのか？ 心の底では私はサイコパスに違いない」という考えだ。このため、人は継続的にインターネットサーフィンし、精神病質の定義についての多数の記事を読むことになるかもしれない。この安心を求める儀式では、それ以上の説明は得られず、さらに激しく答えを探求することになる可能性がある。思考と行動の融合、思考の過度の重要性、思考のコントロールの必要性など、対応する認知バイアスが多数存在する。

## 治療
主に強迫観念を伴うOCDの最も効果的な治療法は、認知行動療法 (cognitive-behavioral therapy, CBT) だと思われる。より具体的には、曝露反応妨害法 (exposure and response prevention, ERP) や認知療法 (Cognitive therapy, CT) があり、選択的セロトニン再取り込み阻害薬 (Selective serotonin reuptake inhibitor, SSRIs) などの薬剤使用が併用されることもあれば、併用されないこともある。明らかな強迫行動を伴わないOCDの人々は、他のタイプのOCD患者と比較して、一部の研究者の間では、ERPにより少ない反応を示すと考えられており、ERPはCTほど成功しない可能性がある。
Pure O の曝露反応妨害法の理論は、古典的条件付けと消去の原理に基づく。侵入思考のスパイク (尖った感情の波) は、最重要の問いかけや悲惨なシナリオとして現れる。そして恐怖、心配、問いかけ、反芻 (例: 「実際に誰かを傷つけたらどうしよう」「罪を犯したらどうしよう」) といった強迫的反応がそれに続く。
一方で、治療反応 (強迫観念のサイクルを断ち切るのに役立つ反応) は、曖昧さを残した形でスパイク (侵入思考) に答えるものである。治療反応が得られた場合、被験者は恐れていたことが起こらないことを (一時的に繰り返し) 自分に安心させようとするかわりに、恐れていた結果の可能性を受け入れ、リスクを負うことをいとわなくなる。
例えば、スパイク/侵入思考は、「昨日、上司に不快なことを言ったのではないか」というものだとする。推奨される答えは、「そうかもしれない。私はその可能性を受け入れて、明日上司に解雇される可能性を受け入れよう」というものである。自分を安心させる強迫行動に抵抗しようとすると、最初は不安が増大する。しかし、長期にわたり強迫行動を拒否すると、最終的には侵入思考への不安が軽減する。さらに症状が蔓延しにくくなり (例: 症状の発生頻度が減り始める)、症状が発生した時の苦痛も軽減する。この手順を使用するには、治療反応と非治療反応 (反芻) を区別することが不可欠である。治療反応は、問いかけに答えることを目的とするのではなく、未解決のジレンマの不確実性を受け入れることを目的としている。
アクセプタンス&コミットメント・セラピー (Acceptance and commitment therapy, ACT) は、純粋な強迫観念を伴うOCDの治療に使用されるだけでなく、不安や臨床的なうつ病などの他の精神障害の治療にも使用される、新しいアプローチである。 マインドフルネスストレス低減法 (Mindfulness-based stress reduction,  MBSR) も、反芻から抜け出し、執着のサイクルを断ち切るのに役立つ可能性がある。

## 参考資料
- Bruce M. Hyman; Troy DeFrene (2008). Coping with OCD: Practical Strategies for Living Well with Obsessive-Compulsive Disorder. New Harbinger Publications. ISBN 9781608820511

- The Imp of the Mind: Exploring the Silent Epidemic of Obsessive Bad Thoughts by Lee Baer, Ph.D.
- The Treatment of Obsessions (Medicine) by Stanley Rachman. Oxford University Press, 2003.
- Brain lock: Free yourself from obsessive-compulsive behavior: A four-step self-treatment method to change your brain chemistry by Jeffrey Schwartz and Beverly Beyette. New York: Regan Books, 1997. ISBN 0-06-098711-1.
- The OCD Workbook by Bruce Hyman and Cherry Pedrick.
- Overcoming obsessive thoughts. How to gain control of your OCD by David A. Clark, Ph.D. and Christine Purdon, Ph.D.
- Mad Girl by Bryony Gordon. London: Headline, 2016. ISBN 1472232089.